# Nasibal
Un nasibal est un plat néerlandais.

## Origine
La recette du nasibal provient d'Indonésie. Elle a été ramenée aux Provinces-Unies à l'époque de la Compagnie néerlandaise des Indes orientales, au XVIIe siècle.

## Recette
Il est constitué de riz cuit à la vapeur auquel sont mêlés de la viande de porc, des légumes (ail, poivron, oignon) et de la margarine, mélange appelé nasi. L'assaisonnement de cette pâte se fait au moyen de ketjap, de sel, de sambal, d'herbes et d'épices. Façonnée en boule et revêtue de chapelure, la préparation est frite et servie tiède.
Les procédés industriels ajoutent bien souvent des agents coagulants, des arômes et un exhausteur de goût.
Les nasibal sont faciles à trouver dans les distributeurs automatiques néerlandais (en néerlandais : snackautomaten), à côté des croquettes. On peut citer parmi ceux-ci le réseau de la chaîne Febo.